# Theo Stevenson
Theodore John Stevenson, detto Theo (Harlow, ...), è un attore britannico.

## Biografia
Nel 2007, ha ottenuto il suo primo ruolo cinematografico nel film Fred Claus - Un fratello sotto l'albero, nel ruolo del giovane Nicolaus. Nel 2011, ha un ruolo da protagonista nel film Horrid Henry - Piccola peste.
Nel 2012, è stato scelto come protagonista per il film All Stars.
Dal 2014 al 2018, ha avuto un ruolo da co-protagonista in Millie Inbetween. In seguito ha ripreso il ruolo nello spin-off Flatmates.
Dal 2015 al 2018, è stato un membro del cast principale della serie Humans.

## Filmografia

### Cinema
- Fred Claus - Un fratello sotto l'albero (Fred Claus), regia di David Dobkin (2007)
- In Bruges - La coscienza dell'assassino (In Bruges), regia di Martin McDonagh (2008)
- Horrid Henry - Piccola peste (Horrid Henry: The Movie), regia di Nick Moore (2011)
- All Stars, regia di Ben Gregor (2013)
- Butterfly Kisses, regia di Rafael Kapelinski (2017)

### Televisione
- Millie Inbetween – serie TV, 38 episodi (2014-2018)
- Humans – serie TV, 24 episodi (2015-2018)
- Flatmates – serie TV, 18 episodi (2019-2021)

## Doppiatori italiani
Nelle versioni in italiano delle opere in cui ha recitato, Theo Stevenson è stato doppiato da:
- Danny Francucci in Humans (st. 1)
- Tito Marteddu in Humans (st. 2-3)
- Arturo Valli in Horrid Henry - Piccola peste